# Neftçala (district)
Neftçala (ook geschreven als Neftchala) is een district in Azerbeidzjan.
Neftçala telt 82.200 inwoners (01-01-2012) op een oppervlakte van 1451 km²; de bevolkingsdichtheid is dus 56,7 inwoners per km².

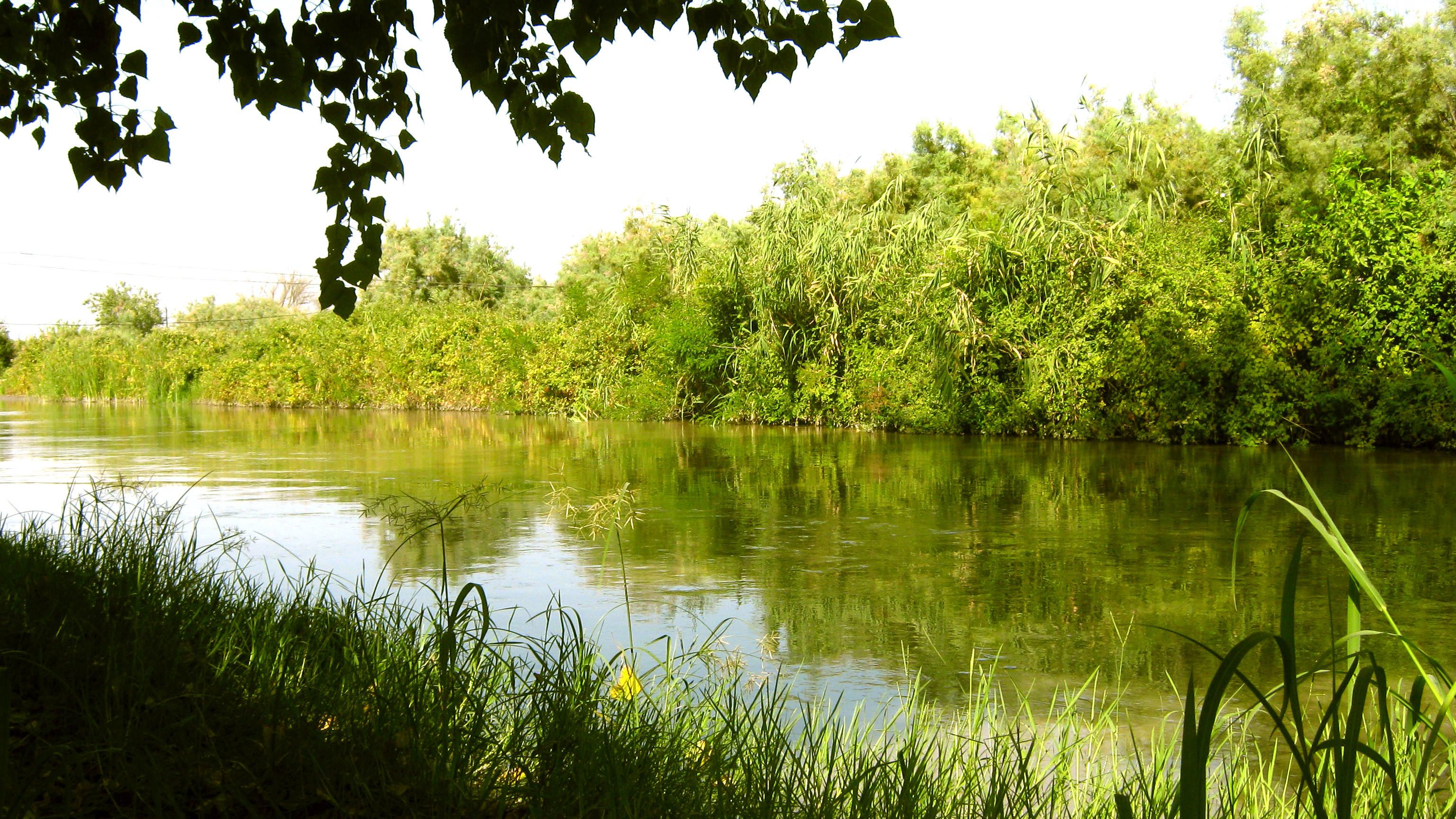
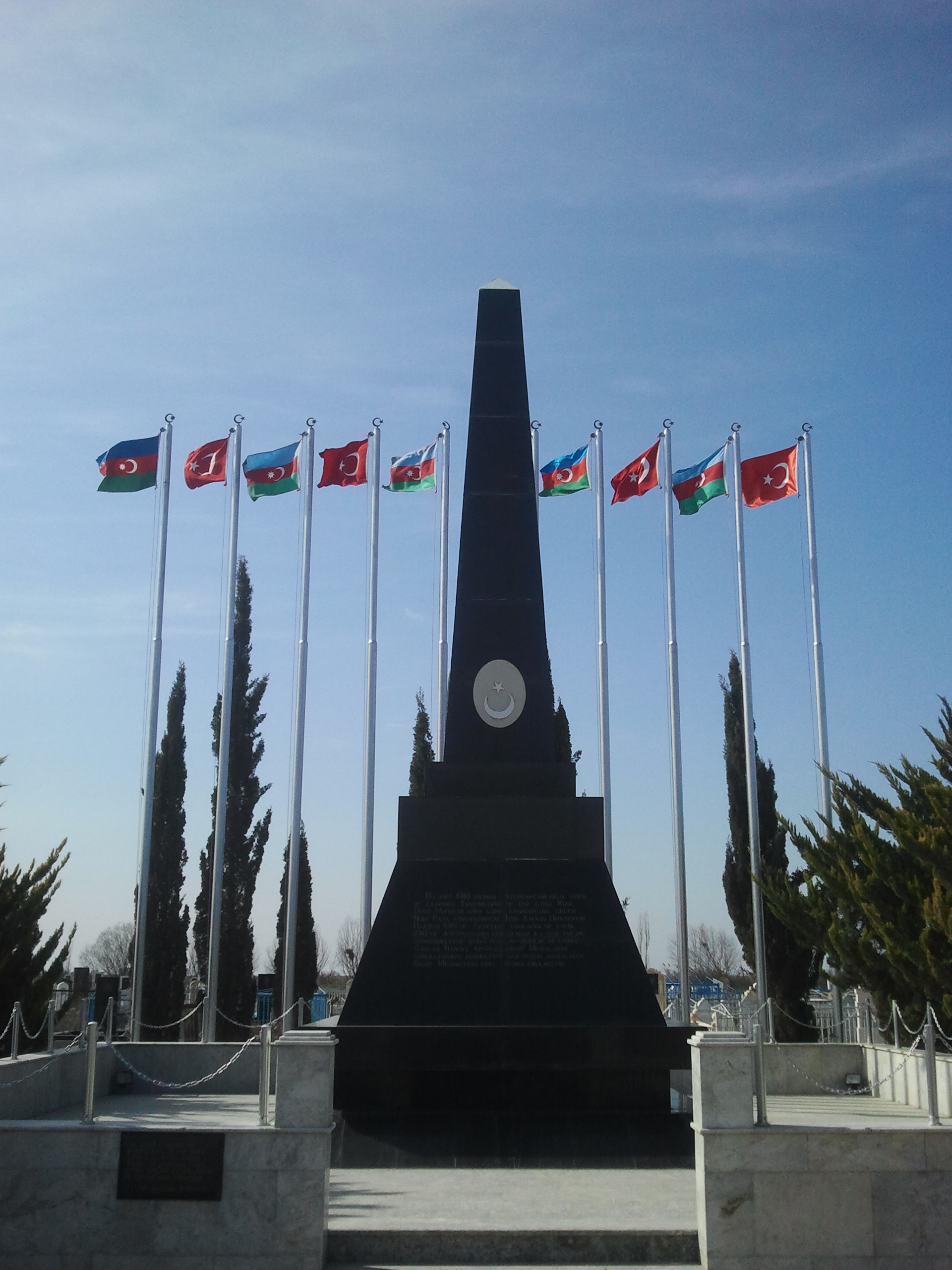